# Angerona juncta
Angerona juncta är en fjärilsart som beskrevs av Williams 1947. Angerona juncta ingår i släktet Angerona och familjen mätare. Inga underarter finns listade i Catalogue of Life.